# Разрушенная планета

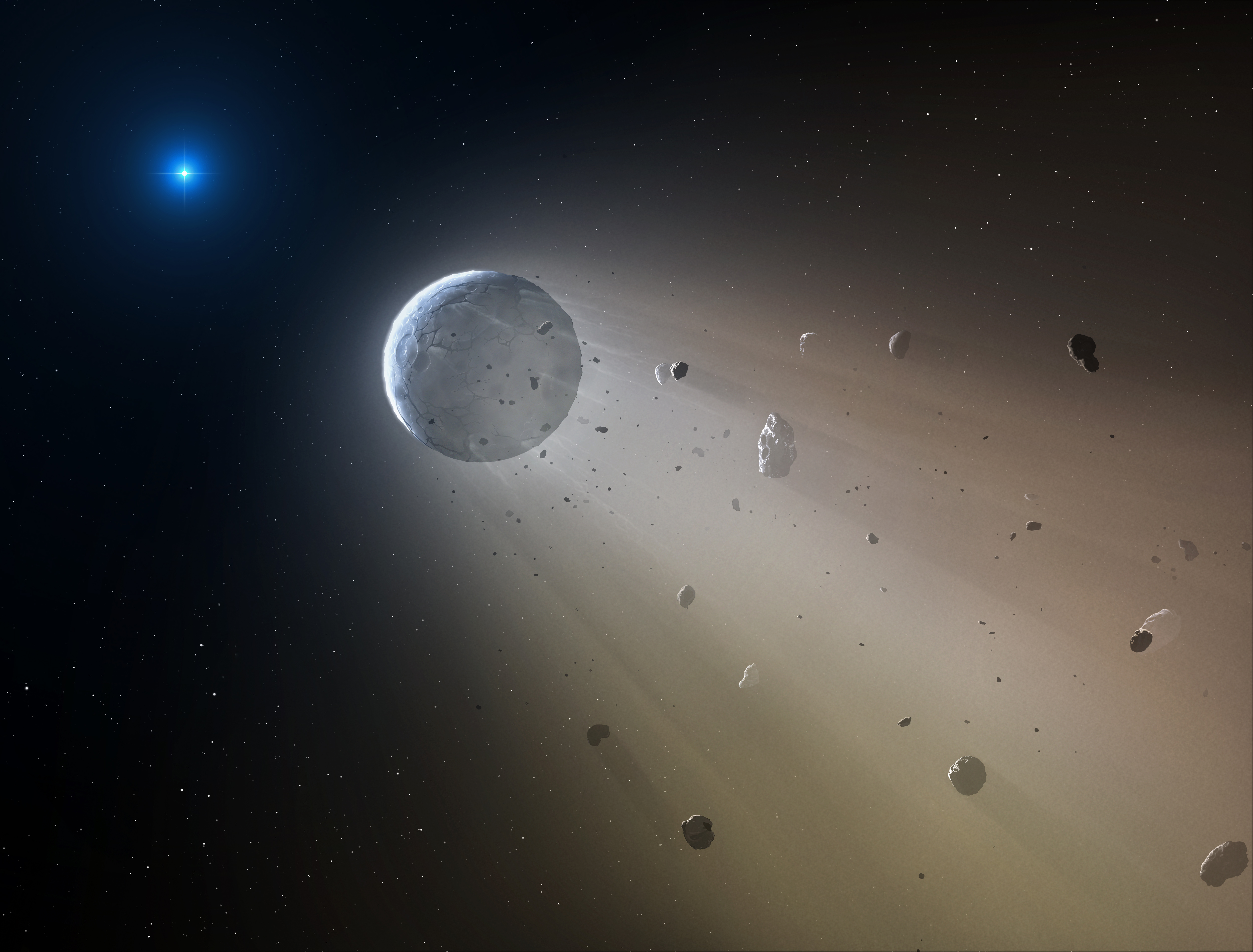
Испарение каменной планеты родительской звездой, художественное представление

Разрушенная планета (англ. Disrupted planet) — планета или экзопланета, разрушенная ближайшей или пролетевшей мимо звездой или другим астрономическим объектом. Результатом подобного разрушения может являться возникновение большого количества газа, пыли и других остатков планеты, которые могут окружать центральную звезду в виде околозвёздного или остаточного диска. При этом вращающиеся остатки планеты могут представлять собой «нерегулярное кольцо из пыли», создающее неправильные флуктуации видимого блеска центральной звезды и способное приводить к мерцанию кривой блеска; похожими свойствами обладает излучение, наблюдающееся у переменных звёзд KIC 8462852, RZ Рыб и WD 1145+017. У таких звёзд может наблюдаться избыточное количество инфракрасного излучения, что также поддерживает гипотезу о наличии пыли и остатков планетного тела рядом со звездой.

## Примеры

### Планеты
Примеры планет (или связанных с ними остатков), считающихся разрушенными объектами или частью таких объектов, включают Оумуамуа и WD 1145+017 b, а также астероиды, горячие юпитеры и некоторые гипотетические планеты, такие как пятая планета, Фаэтон и Тейя.

### Звёзды
Примеры звёзд, у которых, как предполагается, есть следы разрушенных планет, включают EPIC 204278916, KIC 8462852 (звезда Табби), PDS 110, RZ Рыб, WD 1145+017 и 47 Большой Медведицы.

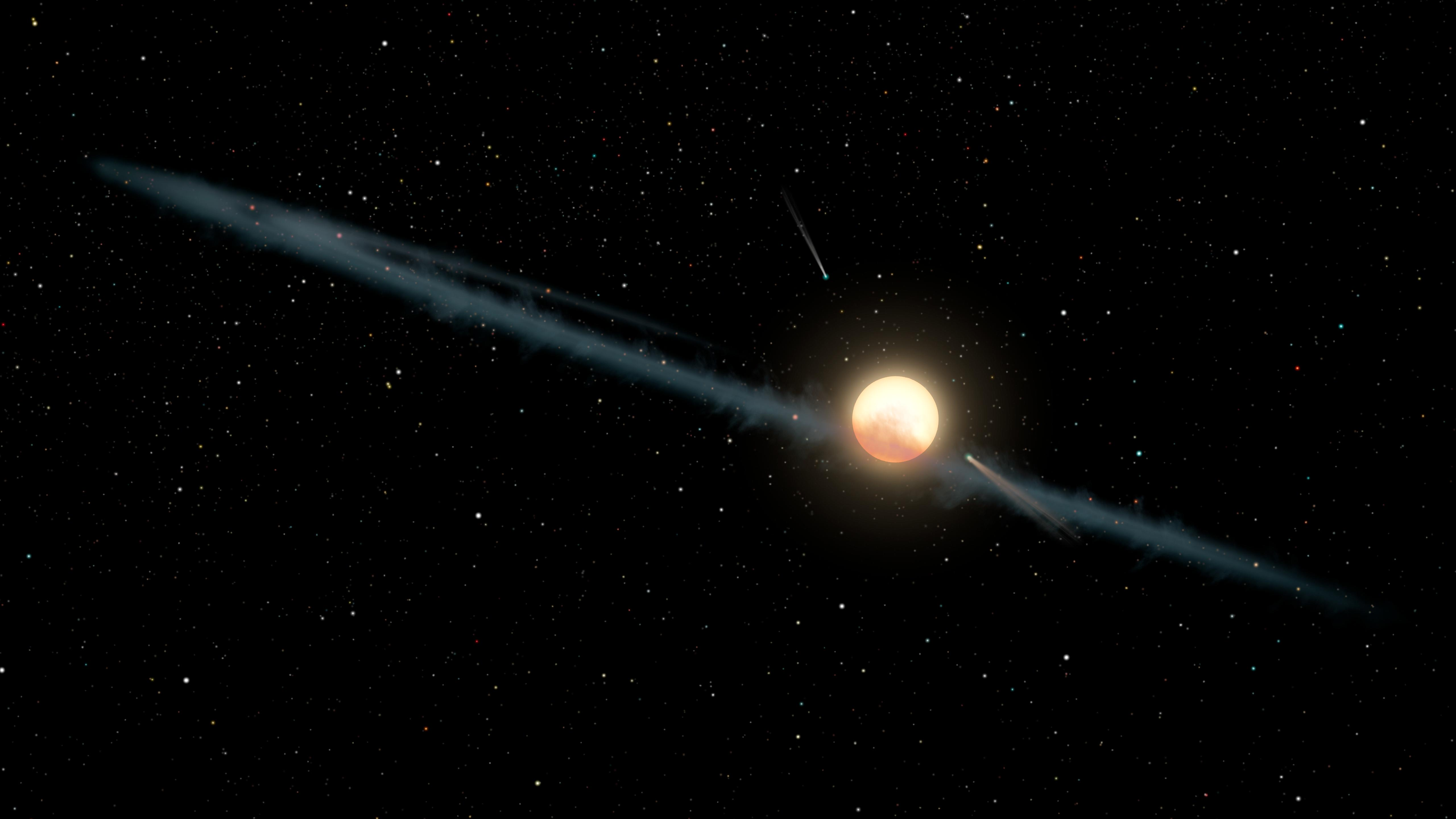
Художественное представление «неправильного пылевого кольца» вокруг KIC 8462852.

## Кривая блеска KIC 8462852
KIC 8462852 является звездой спектрального класса F главной последовательности, обладающей необычной переменностью излучения, включая ослабление света почти на 22 %. Для объяснения такой переменности было предложено несколько гипотез, но ни одна из них в настоящее время (середина 2019 года) не может объяснить всех деталей кривой блеска. Одним из объяснений является то, что вокруг звезды вращается «неправильное пылевое кольцо».

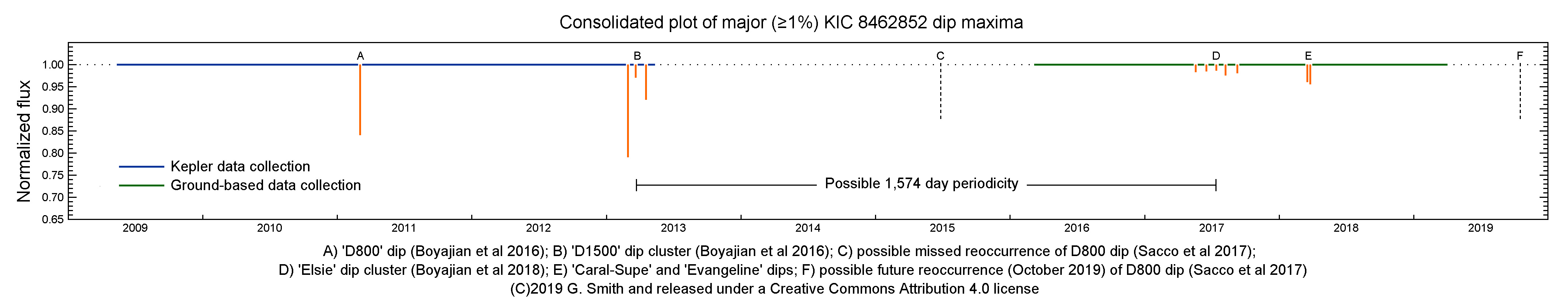
Объединённый график известных по состоянию на 21 марта 2019 года минимумов блеска KIC 8462852

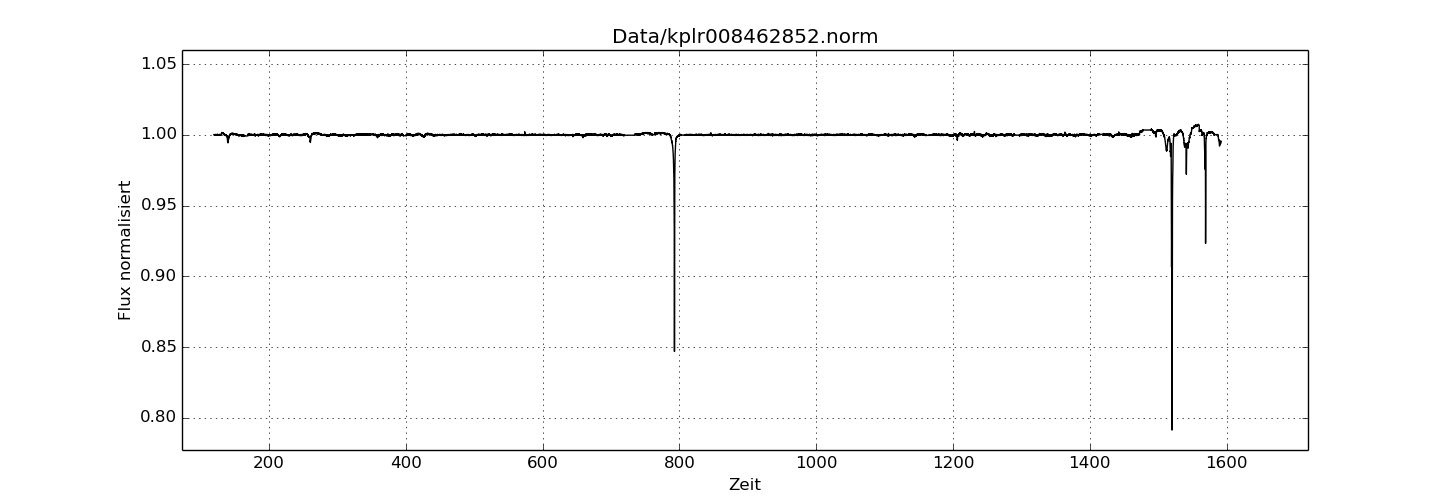
Данные со всей кривой блеска − с декабря 2009 года по май 2013 года, дни сканирования 0066 − 1587 (только данные Kepler)
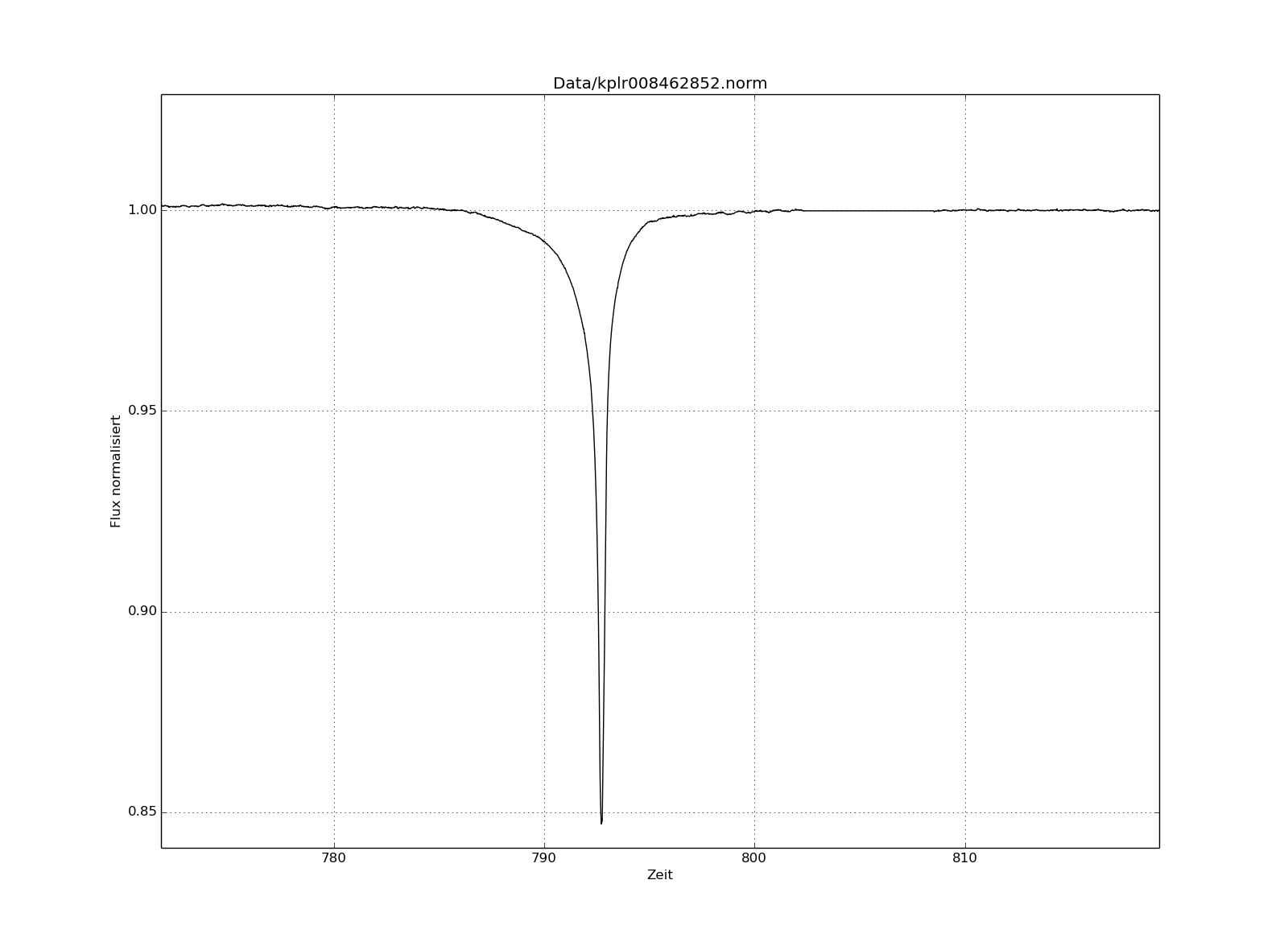
5 марта 2011 года − 792 день, глубина минимума 15% (данные Kepler)
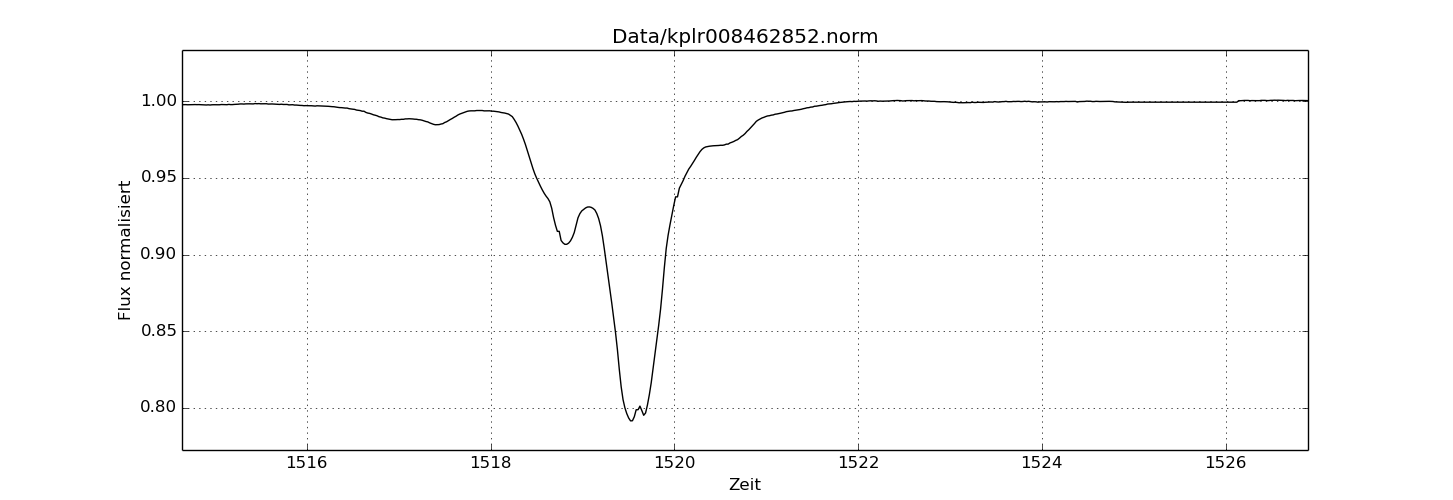
28 февраля 2013 года − день 1519, глубина минимума 22% (данные Kepler)
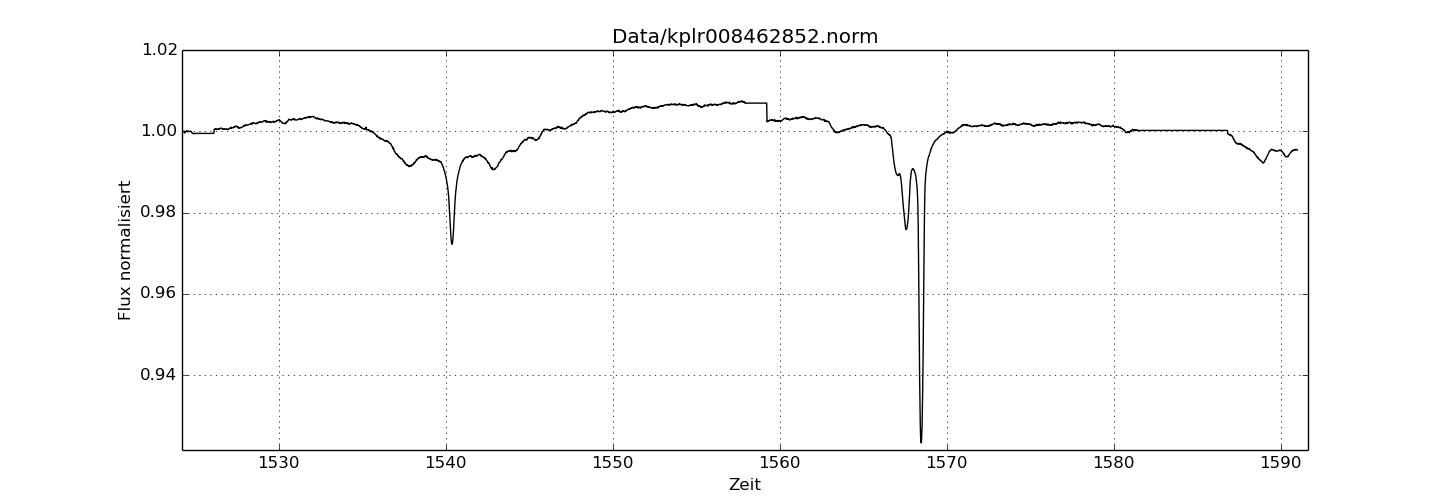
17 апреля 2013 года − день 1568, глубина минимума 8%  (данные Kepler)
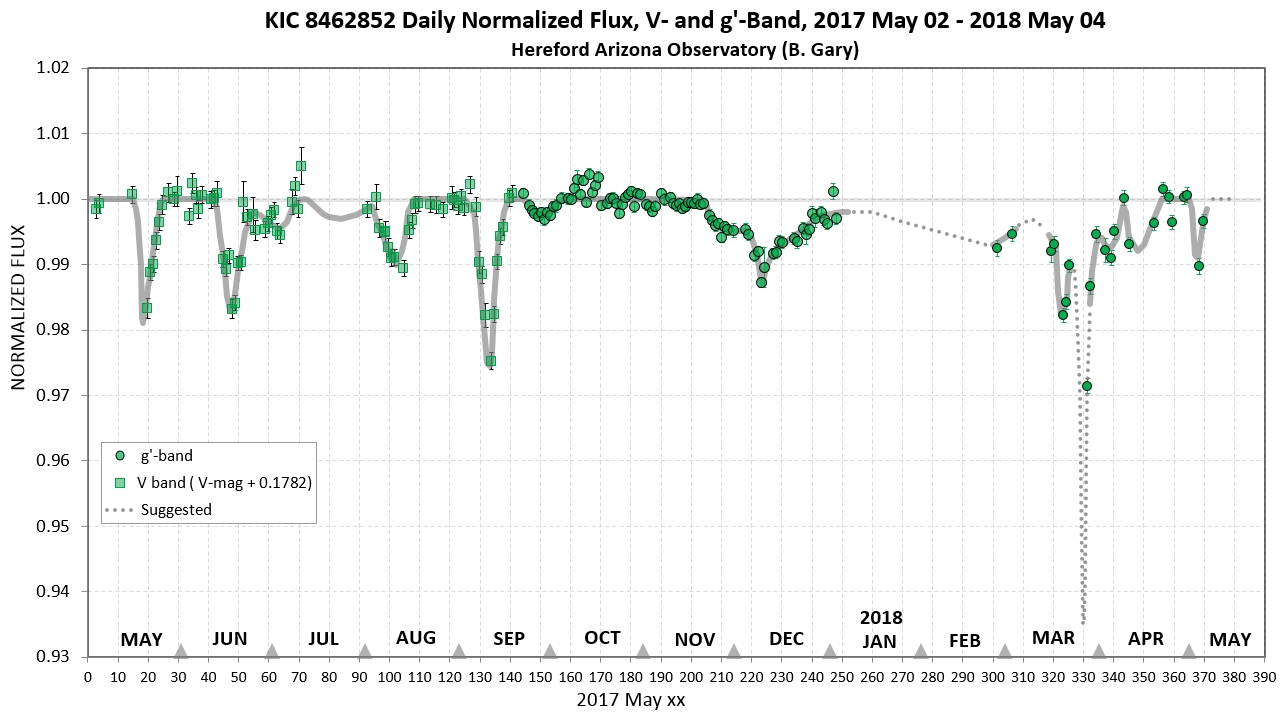
Кривая блеска за 1 год − до 4 мая 2018 года (данные обсерватории Хирфорд[14][15][16][17])